# Otanów
Otanów (deutsch Wuthenow) ist ein Dorf in der Woiwodschaft Westpommern in Polen. Es gehört zur Gmina Myślibórz (Gemeinde Soldin) im Powiat Myśliborski (Soldiner Kreis).
Das Dorf liegt in der Neumark, etwa 50 km nordöstlich von Küstrin und etwa 50 km südöstlich von Stettin.
Seit dem 19. Jahrhundert bestanden der Gutsbezirk Wuthenow und die Landgemeinde Wuthenow nebeneinander. Im Jahre 1910 wurden im Gutsbezirk Wuthenow 248 Einwohner gezählt, in der Landgemeinde Wuthenow 103 Einwohner. Später wurde der Gutsbezirk in die Landgemeinde eingemeindet. Die Landgemeinde Wuthenow lag bis 1945 im Landkreis Soldin und gehörte mit diesem Kreis zur preußischen Provinz Brandenburg.
1945 kam Wuthenow, wie alle Gebiete östlich der Oder-Neiße-Linie, an Polen. Wuthenow erhielt den polnischen Ortsnamen „Otanów“.

## Söhne und Töchter des Ortes
- Wilhelm von Knobelsdorff-Brenkenhoff (1769–1848), preußischer Offizier und Landrat des Kreises Soldin
- Heinrich von Knobelsdorff (1775–1826), preußischer Generalmajor und Inspekteur der Gardekavallerie